# La Bergère rentrant des moutons
La Bergère rentrant des moutons est un tableau du peintre franco-danois Camille Pissarro réalisé en 1886. 
Appartenant à Yvonne et Raoul Meyer avant la Guerre, l'œuvre est spoliée par les nazis à Paris en 1941. Aperçue en Suisse au début des années 1950, elle sera achetée en 1956 à New York par la famille Weitzenhoffer. Cette famille de riches philanthropes américains en fera don à l'université de l'Oklahoma en 2001.
Le tableau circule entre le Fred Jones Jr. Museum of Art (en), à Norman, Oklahoma, et le musée d'Orsay à la suite d'un accord passé en 2016.

## Développements judiciaires
En 2013, Léone-Noëlle Meyer, fille adoptive du couple Yvonne et Raoul Meyer, attaque en justice les dirigeants de l'université de l'Oklahoma pour obtenir la restitution du tableau,,,. En 2016, un premier accord prévoit la restitution et l'exposition du tableau dans un musée français (musée d'Orsay).
En juin 2021, après plusieurs décisions de justice en France et aux États-Unis, un accord est finalisé : l'œuvre restera la propriété de l'université de l'Oklahoma et sera exposée en France tous les trois ans et pendant une durée de trois ans.